# 府內藩
府內藩（日语：／ Funai han */?）是位於日本豐後國府內一帶的藩領。藩廳位於府內城（大分縣大分市）。

## 歷史
在大友氏於文祿年間得罪豐臣秀吉失勢後。竹中重利在關原之戰參與保護田邊城，因而獲得戰功，被分封至府中。第二代藩主重義因得罪幕府而被改易。後來由吉明統治，1656年（明曆2年）無子繼承下而被改易。之後由大給松平家統治至幕末。廢藩置縣期間由府內縣，而成為大分縣的一部份。

## 歷代藩主

### 竹中家
2万石（外樣 1601年 - 1634年）
1. 重利
2. 重義

### 日根野家
2万石（外樣 1634年 - 1656年）
1. 吉明

### 大給松平家
2万1000石（譜代 1656年～1871年）
1. 忠昭
2. 近陳
3. 近禎
4. 近貞
5. 近形
6. 近儔
7. 近義
8. 近訓
9. 近信
10. 近說